# 潘特努瓦尔
潘特努瓦尔（法語：Pointe-Noire，法語發音：[pwɛ̃t nwaʁ]，意为“黑角”）是法国海外省瓜德罗普的一个市镇，属于巴斯特尔区。

## 地理
潘特努瓦尔（16°13'58"N, 61°47'25"W）面积59.7 平方千米，位于法国海外省瓜德罗普。
与潘特努瓦尔接壤的市镇（或旧市镇、城区）包括：德赛、布扬特、拉芒坦、珀蒂堡、圣罗斯。
潘特努瓦尔的时区为UTC−04:00（大西洋时区）。

## 行政
潘特努瓦尔的邮政编码为97116，INSEE市镇编码为97121。

## 政治
潘特努瓦尔所属的省级选区为圣罗斯第一县。

## 人口

1962-2008年间潘特努瓦尔人口变化图示

潘特努瓦尔于2022年1月1日时的人口数量为5813人。